# Pachyneuron erzurumicum
Pachyneuron erzurumicum är en stekelart som beskrevs av Miktat Doganlar 1986. Pachyneuron erzurumicum ingår i släktet Pachyneuron och familjen puppglanssteklar. Inga underarter finns listade i Catalogue of Life.